# Thomas Digby

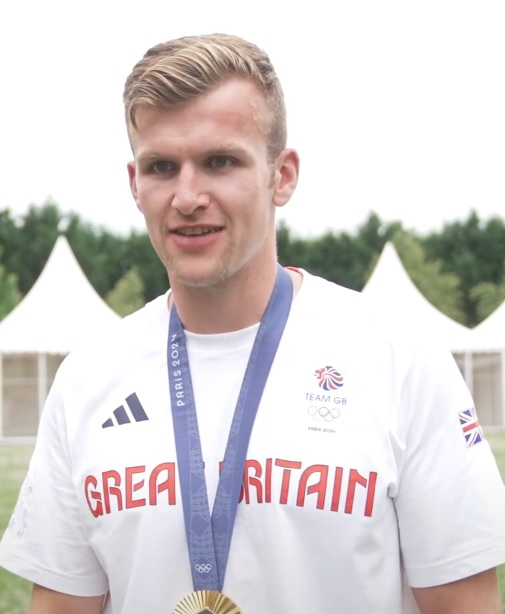
Thomas Digby bei einem Interview während der Olympischen Spiele 2024

Thomas Digby (auch bekannt als Tom Digby) (* 23. Juli 1998 in Sonning Common) ist ein britischer Ruderer und Olympiasieger.

## Karriere
Inspiriert von der Performance vom britischen Ruder-Team bei den Olympischen Spielen in London 2012 begann Thomas Digby sich intensiv mit dem Rudersport auseinanderzusetzen. 2014–2016 repräsentierte er Großbritanniens Junior-Mannschaft und gewann dabei Silber-Medaillen im Vierer mit Steuermann und dem Vierer ohne Steuermann 2015.
In den nächsten Jahren nahm er an den U23-Weltmeisterschaften teil und gewann dabei einmal Silber und einmal Gold beim Vierer ohne Steuermann (2017, 2019) und einmal Silber beim Achter mit Steuermann (2018).
2022 wurde er schließlich ins Senior-Team aufgenommen, wo er Gold an Weltmeisterschaften und Europameisterschaften gewinnen konnte. 2023 konnte er den Europameistertitel verteidigen. Drei Monate später bei den Weltmeisterschaften in Belgrad siegte der britische Achter vor den Niederländern und den Australiern. 2024 gewann der britische Achter bei den Europameisterschaften in Szeged mit über zwei Sekunden Vorsprung vor dem Deutschland-Achter. Drei Monate später bei den Olympischen Spielen in Paris siegten die Briten mit einer Sekunde Vorsprung vor den Niederländern.